# إليزابيث لوفتس
إليزابيث إف. لوفتس (بالإنجليزية: Elizabeth F. Loftus) (اسمها عند الولادة إليزابيث فيشمان، 16 أكتوبر 1944) هي عالمة نفس معرفي أمريكية وخبيرة في الذاكرة البشرية. أجرت أبحاثًا حول طروقية الذاكرة البشرية. تشتهر لوفتس بعملها الرائد حول تأثير المعلومات الخاطئة وذاكرة شهود العيان، وخلق الذكريات الخاطئة وطبيعتها، بما في ذلك الذكريات المستعادة من التعرض للاعتداء الجنسي في الطفولة. بالإضافة إلى عملها داخل المختبر، شاركت لوفتس في تطبيق أبحاثها في المجال القانوني؛ إذ قدمت استشارات وساهمت في تشكيل إفادات خبيرة لشهود المحاكم في مئات من الحالات. في عام 2002، احتلت لوفتس المرتبة 58 في القائمة التي تضعها مجلة مراجعة علم النفس العام والتي تضم أكثر 100 باحث نفسي مؤثر في القرن العشرين، وكانت أعلى النساء تقييمًا في القائمة.

## التعليم والحياة المبكرة
نشأت لوفتس في أسرة يهودية في بيل إير، كاليفورنيا. والداها هما سيدني وريبيكا فيشمان. كان والدها طبيباً وأمها أمينة مكتبة. عندما كان عمر لوفتس 14 عامًا، غرقت والدتها.
حصلت لوفتس على شهادة البكالوريوس في الرياضيات وعلم النفس مع مراتب شرف عالية من جامعة كاليفورنيا في لوس أنجلوس عام 1966. حصلت على شهادة الماجستير عام 1967 والدكتوراه عام 1970 (كلتا الشهادتين في علم النفس الرياضي وكلتاهما من جامعة ستانفورد)، وكانت المرأة الوحيدة في دفعتها. كان عنوان أطروحتها «تحليل للمتغيرات الهيكلية التي تحدد صعوبة حل المشكلات على المُبرقة القائمة على الحاسوب.»

## مهنتها وأبحاثها
حصلت لوفتس على أول تعيين أكاديمي لها في عام 1970 في «المدرسة الجديدة للبحوث الاجتماعية» في مدينة نيويورك. ركزت أبحاثها خلال فترة وجودها هناك على تنظيم المعلومات الدلالية في الذاكرة طويلة المدى؛ ولكن، سرعان ما أدركت لوفتس أنها تريد إجراء بحث ذي أهمية اجتماعية أكبر. تنسب لوفتس هذا الإدراك جزئياً إلى محادثة مع أحد معارفها كانت تشرح فيها ما توصلت إليه فيما يخص الذاكرة الدلالية، وتساءل ذلك الشخص عن تكلفة البحث مقارنةً بقيمته.

### تأثير المعلومات الخاطئة
في عام 1973، قبلت لوفتس منصب أستاذ مساعد في جامعة واشنطن واستخدمت هذا المنصب الجديد لبدء خط جديد من الأبحاث حول كيفية عمل الذاكرة في ظروف العالم الحقيقي، وبدأت بالدراسة التجريبية لإفادات شهود العيان. إحدى أولى الدراسات التي أجرتها كانت دراسة إعادة بناء تحطيم السيارات، والتي كانت مصممة للتحقيق فيما إذا كان من الممكن تغيير ذاكرة شهود العيان باستخدام المعلومات المقدمة لهم بعد وقوع الحدث. أثبتت الدراسات السابقة أن الذكريات لم تكن بالضرورة تمثيلًا دقيقًا للأحداث الفعلية ولكنها قد أُنشئت فعليًا باستخدام تجارب سابقة وعمليات تحوير أخرى. وأظهرت الدراسة أن الطريقة التي تُصاغ بها الأسئلة قد غيّرت ما أبلغ عنه الأشخاص من ذكريات يملكونها. كانت خطوة لوفتس التالية هي التحقق مما إذا كان طرح الأسئلة الاستدراجية، أو تقديم معلومات مضللة في أشكال أخرى، قد يؤثر أيضًا على ذاكرة الأشخاص للحدث الأصلي. للإجابة على هذا السؤال، طورت لوفتس نموذج تأثير المعلومات الخاطئة، والذي أظهر أن ذكريات شهود العيان قابلة للتغير بعد تعرضها لمعلومات خاطئة حول حدث ما - من خلال الأسئلة الاستدراجية أو أشكال أخرى من المعلومات التالية للحدث؛ وأن هذه الذاكرة مرنة للغاية ومنفتحة للاقتراحات. أصبح تأثير المعلومات الخاطئة أحد أشهر التأثيرات في علم النفس، وأدى عمل لوفتس المبكر في هذا التأثير على توليد مئات من الدراسات المتابعة التي تفحص العوامل المحسّنة أو المسيئة إلى دقة الذكريات، وتعمل على استكشاف الآليات المعرفية الكامنة وراء التأثير.

## شهادة الخبير
أدلت لوفتس بشهادتها وقدمت النصح إلى المحاكم بخصوص طبيعة ذاكرة شهود العيان في مختلف القضايا. نمت هذه المشاركة المباشرة في تطبيق عملها على النظام القانوني من مقالة لوفتس التي نُشرت عام 1974 حول العلاقة بين نتائج العلوم النفسية وإفادة الشاهد في محاكمة قتل قد حضرتها، والتي لعبت فيها ذاكرة الشهود المتضاربة دورًا رئيسيًا في الأدلة. بدأ المحامون الذين قرأوا المقال بالاتصال بلوفتس للتشاور معها بشأن قضاياهم، وطلب القضاة عقد حلقات دراسية تثقيفية حول أدلة شهود العيان، فبدأت عملها كمدرّسة للعاملين في المجال القانوني. في عام 1975 حققت لوفتس سابقة قانونية عندما قدمت أول شهادة خبير في ولاية واشنطن حول ذاكرة شهود العيان (على وجه التحديد، في موضوع التعرف على شهود العيان). ومنذ ذلك الحين أدلت بشهادتها في أكثر من 250 قضية وقدمت الاستشارة في العديد من القضايا الأخرى.
تشمل القضايا البارزة التي شاركت فيها بسبب خبرتها، محاكمة ماكمارتين لمرحلة ما قبل المدرسة، ومحاكمة أو جيه سيمبسون، ومحاكمات القتلة الجماعيين أمثال تيد بندي، وويلي ماك، وأنجيلو بوينو، وقضايا أبسكام، ومحاكمة أوليفر نورث، ومحاكمة الضباط المتهمين في ضرب رودني كينغ، ومحاكمة الأخوة مينينديز، ومحاكمات الحرب البوسنية في لاهاي، وقضية تفجير أوكلاهوما سيتي، والقضايا التي ضمت مايكل جاكسون، ومارثا ستيوارت، ولويس «سكوتر» ليبي، وفريق اللاكروس في جامعة ديوك.

## حروب الذاكرة
في أوائل التسعينيات، تحول تركيز عمل لوفتس إلى التحقيق فيما إذا كان من الممكن زرع ذكريات زائفة لأحداث كاملة لم تحدث أبداً. كان دافع هذا الخط الجديد من البحث هو قضية طُلب فيها من لوفتس تقديم شهادة خبير في عام 1990. كانت النقطة الفريدة في هذه القضية هي اتهام جورج فرانكلين بالقتل، لكن الأدلة الوحيدة المقدمة ضده كانت من قبل ابنته، إيلين فرانكلين-ليبسكر، التي ادعت أنها في البداية قمعت ذكرى اغتصاب والدها وقتله لصديقتها في الطفولة، سوزان نيسون، قبل 20 عامًا، ولم تسترد هذه الذكرى إلا مؤخرًا أثناء خضوعها للعلاج. قدمت لوفتس أدلة على طروقية الذاكرة، لكن كان عليها أن تعترف بأنه لم يكن لديها علم بأي بحث يتناول ذلك النوع المحدد من الذاكرة التي ادّعت فرانكلين ليبسكير بامتلاكها؛ في النهاية، أُدين فرانكلين (رغم إطلاق سراحه عند استئناف القضية في عام 1996).
في ذلك الوقت، كان العديد من الأشخاص يوجهون اتهامات، داخل وخارج المحكمة، بناءً على ذكريات مُستعادة بعد الصدمة. بدأت لوفتس العمل لمعرفة ما إذا كانت بعض هذه الذكريات المستعادة قد تكون في الواقع ذكريات مزيفة مُنشأة بواسطة التقنيات الإيحائية المستخدمة من قبل بعض المعالجين النفسيين في ذلك الوقت والتي تشجع عليها بعض كتب المساعدة الذاتية. أخلاقيًا، لم يكن بإمكانها أن تحاول إقناع الأشخاص المشاركين في تجارب البحث بتعرضهم للاعتداء الجنسي من قِبل أحد الأقارب في الطفولة، لذلك كان على لوفتس أن تتوصل إلى نموذج يضم صدمة في الطفولة ودون إلحاق الأذى بالأشخاص المشاركين. طورت طالبتها «جيم كون» تقنية «الضائع في المركز التجاري». تتضمن هذه الطريقة محاولة زرع ذكرى خاطئة لضياع الشخص وهو طفل في مركز تجاري واختبار ما إذا كان سينتج عن مناقشة حدث زائف «ذكرى» لحدث لم يحدث أبدًا. في دراستها الأولية، وجدت لوفتس أن 25% من الأشخاص قد طوروا «ذكرى»، والمعروفة أيضًا باسم «ذكرى زائفة غنية»، للحدث الذي لم يحدث أبدًا.
وجدت امتدادات ومتغيرات تقنية الضياع في المركز التجاري أنه -وفي المتوسط- كان يمكن لثلث الأشخاص في التجارب أن يصبحوا مقتنعين بأنهم عانوا من أشياء في مرحلة الطفولة وهذه الأشياء لم تحدث أبدًا - حتى الأحداث المؤلمة للغاية والمستحيلة. استُخدم عمل لوفتس لمعارضة أدلة الذاكرة المُستردة المقدَمة في المحكمة وأسفر ذلك عن اشتراطات أكثر صرامة لاستخدام الذكريات المستعادة في المحاكمات بالإضافة إلى اشتراط أكبر للأدلة المؤيدة. بالإضافة إلى ذلك، لم تعد بعض الولايات تسمح بالمقاضاة بناءً على شهادة الذاكرة المستردة، وأصبحت شركات التأمين أكثر ترددًا في تأمين دعاوى سوء التصرف التي يقيمها المعالجون النفسيون والمتعلقة بالذكريات المستردة.

## روابط خارجية
- إليزابيث لوفتس على موقع IMDb (الإنجليزية)